# Un monde parfait
Un monde parfait é um single da francesa Ilona Mitrecey, lançado em Fevereiro de 2005. A música é baseada numa canção tradicional napolitana e vendeu cerca de 1.500.000 exemplares. Esta canção faz parte do seu quinto álbum de originais Un monde parfait. A música alcançou o topo em França e na Bélgica durante várias semanas.

## Singles
- CD single

1. "Un monde parfait" (original version) — 3:05
2. "Un monde parfait" (72 remix radio edit) — 3:41

- CD maxi (Universal)

1. "Un monde parfait" (original version) — 3:05
2. "Un monde parfait" (72 fast & furious radio edit) — 3:44
3. "Un monde parfait" (whistler remix) — 3:17
4. "Un monde parfait" (extended mix) — 5:08
5. "Un monde parfait" (Blade remix) — 4:21
6. "Un monde parfait" (karaoke version) — 3:44

- CD maxi 1 (Atello)

1. "Un monde parfait" (original version) — 3:47
2. "Un monde parfait" (72 fast & furious radio edit) — 3:44
3. "Un monde parfait" (whistler remix) — 3:17
4. "Un monde parfait" (party mix) — 3:31
5. "Un monde parfait" (extended mix) — 5:08
6. "Un monde parfait" (Blade remix) — 4:21
7. "Un monde parfait" (videoclip)

- CD maxi 2 (Atello)

1. "Un monde parfait" (original version) — 3:47
2. "A Perfect World" (original English version) — 3:08
3. "Un monde parfait" (72 fast & furious remix radio edit) — 3:43
4. "Un monde parfait" (Gabriel Ponte remix) — 6:06

- 12" maxi

1. "Un monde parfait" (extended mix)
2. "Un monde parfait" (Blade remix)
3. "Un monde parfait" (Glasperlen remix)
4. "Un monde parfait" (Gabriel Ponte remix)
5. "Un monde parfait" (72 fast & furious remix)
6. "Un monde parfait" (electro dub)

## Certificações
| País    | Certificação | Data                | Vendas certificadas |
| ------- | ------------ | ------------------- | ------------------- |
| Bélgica | Platina      | 9 julho de 2005     | 50,000              |
| França  | Diamante     | 15 de junho de 2005 | 750,000             |

## Performances nas paradas
| Paradas (2005)     | Posição |
| ------------------ | ------- |
| Áustria            | 3       |
| Alemanha           | 5       |
| Bélgica (Flanders) | 67      |
| Bélgica (Valônia)  | 1       |
| Europa             | 2       |
| França             | 1       |
| Suíça              | 3       |
| Paradas (2006)     | Posição |
| Holanda            | 92      |
| Portugal           | 2       |